# Krchleby (Kutná Hora)
Krchleby é uma comuna checa localizada na região da Boêmia Central, distrito de Kutná Hora.